# 海城市
海城市（かいじょうし、ハイチョンし）は中華人民共和国遼寧省鞍山市に位置する県級市。

## 地理
海城市は遼寧省南部、遼河下流の東岸、遼東半島北部に位置する。東経の122°18′から123°08′、北緯40°29′から41°11′。行政区域最長80km、南北の幅は、44km。年平均気温10.4℃、降雨量691.3mm、温帯の季節風性気候。

## 歴史
市内からは旧石器時代の小孤山洞穴、新石器時代の析木石棚墓葬遺跡が発見されているなど、早くから人類の活動が行われた地域であった。
戦国時代は燕の遼東郡となり、秦代に沿襲された。前漢には遼東郡と玄菟郡に帰属し、新昌・遼隧・安市の三県が設置され、後漢でも11城が置かれた遼東郡に帰属した。西晋になると漢制を踏襲して新昌・安市の二県を設置、高句麗が遼東半島を占領した際に高句麗の領土となり、隋代までの260余年間は高句麗の安市城地となった。
668年（総章元年）、唐の高宗により安東都護府が設置され再び中原の統治下に置かれた。遼代になると遼東道の下に臨溟県が設置され海州の州治とされ、これが海城県の前身となる。元代になると臨溟県は廃止されたが、明代になると1376年（洪武9年）には遼東都指揮使司の下に海州衛（現在の牛荘鎮）が設置された。清代になると1653年（順治10年）に海城県(満洲語ではmederi hoton i hiyan)と改称され、遼陽府に帰属した。1657年（順治14年）には遼陽府が廃止され、奉天府に属し清末まで沿襲された。遼河河口の港町である牛荘は満州の海の玄関として栄えたが、清末期には営口に港湾機能が移っていった。
中華民国が成立すると海城県は奉天省遼瀋道の管轄とされたが、1929年には遼寧省に移管され、満洲国が建国されると奉天省の管轄とされた。1937年、営口県を廃止し、遼河東岸地域を海城県に編入（西岸は盤山県に編入）された。
1945年、満洲国が崩壊すると海城県民主政府が設立され、遼寧省遼南行政公署の管轄とされた。その後の国共内戦の結果、 1947年10月には人民解放軍が海城県を再占領した。翌年2月に海城県より牛荘県が分割されたが、12月に廃止となり再び海城県に統合されている。
1948年11月の中国共産党により東北地方全区域の占領後、海城県は遼東省の管轄とされ、1954年の遼東・遼西の両省合併後は遼寧省遼南行政事務所の管轄とされた。1959年に鞍山市に移管されたが、1965年には再び遼南行政事務所に移管されている。
文化大革命に際しては1967年3月に海城県人民委員会は廃止され、海城県革命委員会が創設され営口市の管轄とされた。1973年に再び鞍山市に移管され、1980年7月に県革命委員会は県人民政府に改名された。
1985年1月、県級市に昇格し現在に至る。

## 行政区画
6街道弁事処、21鎮を管轄する。
- 街道弁事所：海州街道、興海街道、響堂街道、東四街道、験軍街道、東四方台街道
- 鎮：孤山鎮、岔溝鎮、接文鎮、析木鎮、馬風鎮、牌楼鎮、八里鎮、毛祁鎮、英落鎮、感王鎮、西柳鎮、中小鎮、王石鎮、南台鎮、騰鰲鎮、耿荘鎮、牛荘鎮、西四鎮、望台鎮、温香鎮、高坨鎮

### 牛荘鎮
海城県の県城から西へ離れた牛荘鎮はかつては遼河の河口に位置したため、遼代以来満州の海の玄関として栄えており、清代中頃にはその繁栄は頂点に達した。1858年に清が結んだ天津条約で牛荘は条約港となったが、土砂の堆積で大きな船が入れず、1864年により河口に近い営口に新港が建設されて条約港が移り、以後衰退していった。日本は営口に置いた領事館を「牛荘領事館」と呼称している。
現在、牛荘鎮には寺院・モスク・教会、牛荘の戦いの古戦場などが残り、中国歴史文化名鎮に指定されている。

## 交通

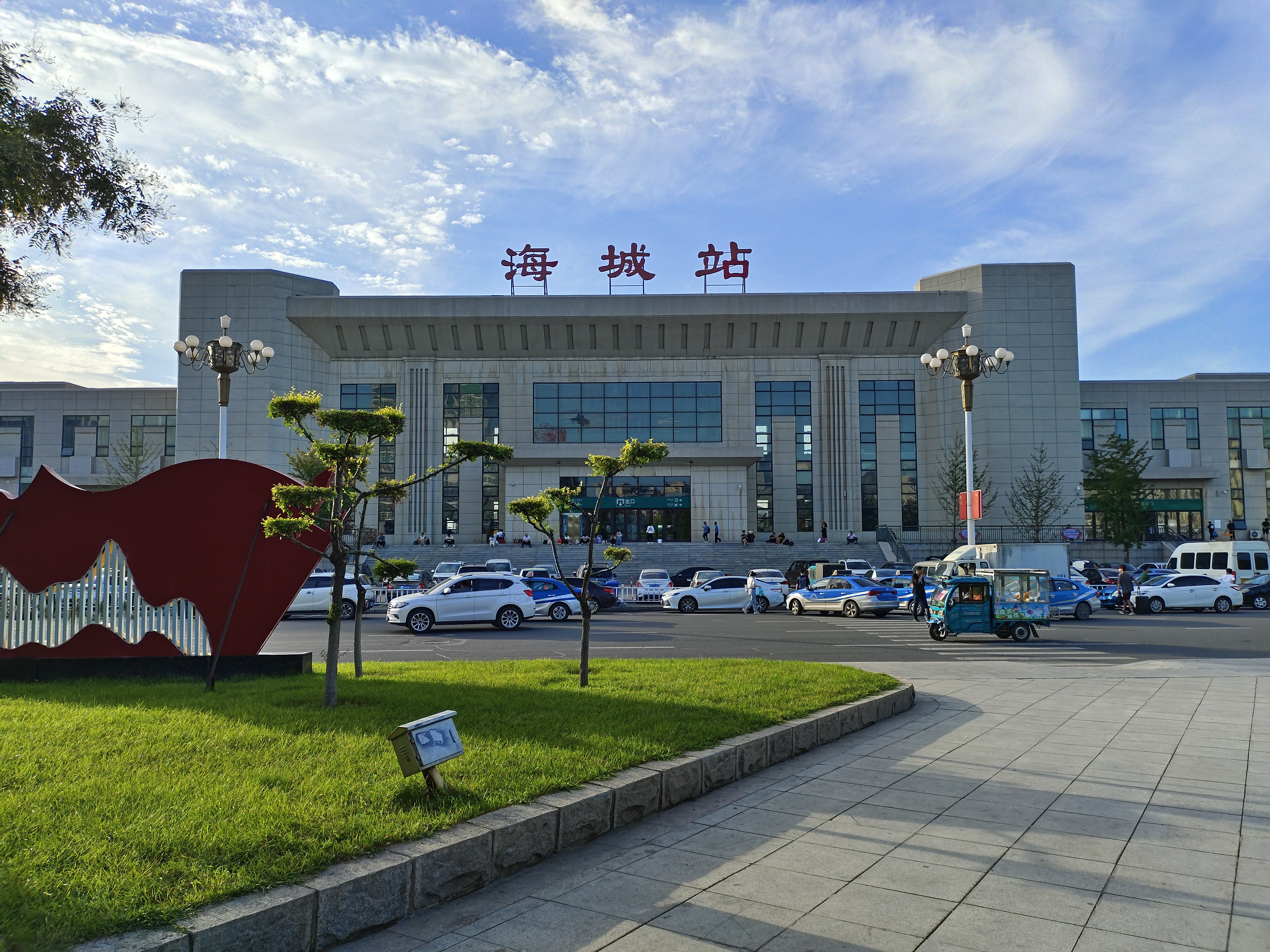
瀋大線、溝海線、海岫線が接続する海城駅

### 鉄道
哈大旅客専用線、瀋大線が南北に貫く。溝海線が西の盤錦市とを結んでいる。また、ローカル線の海岫線がある。
- 海城駅
- 海城西駅

### 道路
- 高速道路
  -  瀋海高速道路
  -  丹錫高速道路
- 国道
  -  G202国道

## 特産
豊富なマグネサイトや滑石などの鉱物の資源がある。有名特産物は南果梨、東北大米。

## 経済
2003年における全市のGDPは226億元、 地方財政歳入7.4億元であり、その中の80%以上は民間企業による納税である。西柳服装市場、南台箱包市場、蛋禽市場などの大規模市場が設置されている。

## 観光
関帝廟（山西会館）、白雲山風景区など

## 著名人
- 尚可喜 - 清の平南王。
- 張作霖
- 張学良
- 呂正操 - 中国人民政治協商会議全国委員会副主席。
- 閻明復
- 徐明浩(the8) - kpop(SEVENTEEN)

## その他
- 海城地震